# Santa Tereza (Rio Grande do Sul)
Santa Tereza est une municipalité brésilienne située dans l'État du Rio Grande do Sul.